# Мала-Весь (Кольський повіт)
Мала-Весь (пол. Mała Wieś) — село в Польщі, у гміні Клодава Кольського повіту Великопольського воєводства.
У 1975-1998 роках село належало до Конінського воєводства.